# Ona Baradad Rius
Ona Baradad Rius   (Rosselló, 16 d'abril de 2004) és una futbolista catalana que juga com a davantera al Reial Club Deportiu Espanyol.

## Carrera de club
Baradad va ser fitxada pel CE Mig Segrià el 2011 quan només tenia 7 anys. Posteriorment es va incorporar a la SE AEM Lleida amb 12 anys, i va passar 4 anys desenvolupant el seu joc a les diferents categories del club abans de fitxar pel Barcelona el 2020. Després de passar la temporada 2020-2021 jugant a l'equip "B", finalment va debutar amb el primer equip el 10 de novembre del 2021 a la Lliga de Campions contra el TSG Hoffenheim substituint Marta Torrejón al minut 86. Va marcar el seu primer gol amb el Barça el 6 de març del 2022 contra l'Alavés a primera divisió.
El 12 de març de 2023 es va lesionar greument contra l'Osasuna, de la jornada 22 de Primera RFEF Femenina, i va haver de ser substituïda al minut 2 de partit. L'endemà es va anunciar que tenia una ruptura del lligament encreuat anterior del genoll. El 21 de juny va renovar el seu contracte amb el Barça fins al 2024. Va tornar als terrenys de joc el 21 d'abril de 2024, als darrers minuts del partit davant l'Espanyol (5-0).
Després de 12 partits oficials amb el primer equip i cinc temporades al club, l'estiu del 2025 marxa per jugar a la Lliga F amb el Reial Club Deportiu Espanyol.

## Carrera internacional
El 10 de gener de 2019 Baradad va ser convidat a participar al Torneig Atlàntic WU17 per Espanya. En aquest torneig va jugar 33 minuts contra Eslovàquia.
Baradad va ser convocada per a la segona ronda de classificació del Campionat Sub-19 de la UEFA 2022 juntament amb 7 companyes més del Barcelona el 31 de març de 2022. Va marcar 2 gols en tres partits. El seu gol contra Holanda a sis minuts del xiulet final va empatar el partit i va salvar Espanya de la desqualificació.